# C11H8O
化學式C
11H
8O（摩尔质量：156.18 g/mol）可以指：
- 萘甲醛 混合物CAS号：30678-61-6 
  - 1-萘甲醛，CAS号：66-77-3 
  - 2-萘甲醛，CAS号：66-99-9
- 薁甲醛
  - 1-薁甲醛，CAS号：7206-61-3 
  - 6-薁甲醛，CAS号：94097-96-8
- 苯并环庚烯-5-酮，CAS号：485-46-1
- 苯并环庚烯-7-酮，CAS号：4443-91-8
- 1,3-二乙炔基-5-甲氧基苯，CAS号：1542157-70-9
- 1-(1,3-丁二炔基)-4-甲氧基苯，CAS号：7642-31-1